# 业秀园
业秀园，位于中国广西壮族自治区龙州县水口镇水口旧街，为一个省级文物保护单位，类型为近现代重要史迹及代表性建筑，为第六批广西壮族自治区文物保护单位，公布时间为2009年5月4日。
业秀园的历史年代为民国。